# Резникова, Анна Григорьевна

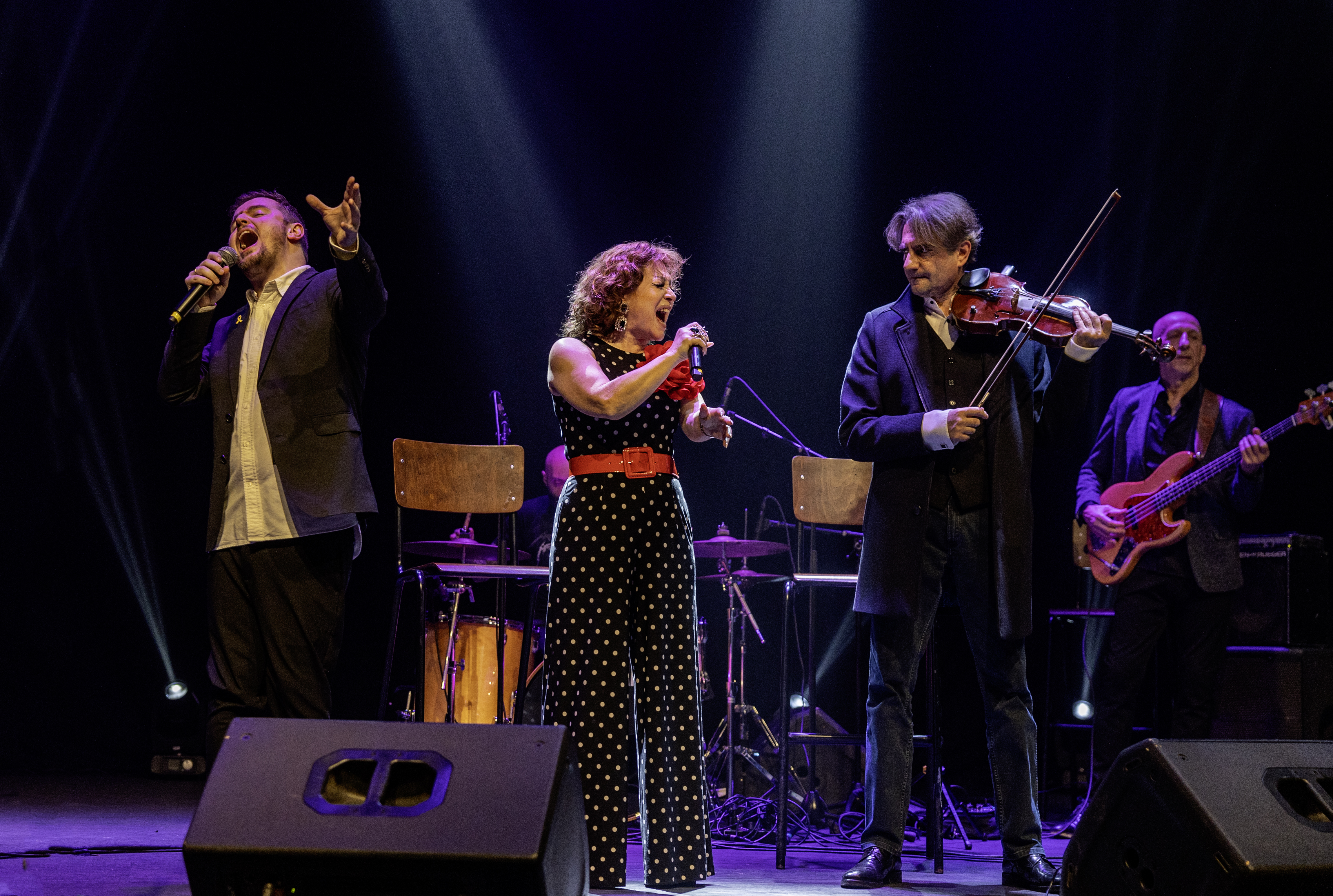
Анна Резникова. Выступление с Михаил Киркилан и Саней Кройтором. 2025

Анна Григорьевна Резникова — израильская  певица и телеведущая украинского происхождения.

## Творчество
Родилась 26 августа 1958 года в Черниговской области. В юности работала в варьете, расположенном в Ялте. В 1988 году попала на конкурс в Юрмале и стала его лауреатом. Певица принимала участие в сборных концертах, в творческом вечере Александры Пахмутовой. Хитом Резниковой в то время стала песня «Мамин блюз», но она была издана лишь в 2002 году на альбоме «С нами Бог».
Поняв отсутствие перспектив для раскрутки в Москве, Резникова уехала в Японию, потом по контракту в другие страны, много гастролировала, выпустила три альбома на японском языке. На нём же исполняла песню Миллион алых роз.
На рубеже веков певица вернулась в Россию.
В 2001 году накануне Дня Победы выходит клип «Офицерские жёны». Следом за ним — «Навсегда» на музыку Адажио Альбинони.
2001 год стал годом активной раскрутки Анны Резниковой. Её клипы один за другим появлялись на Муз-ТВ, на России (Доброе утро, страна!). Самым ротируемым был клип на песню «Прощальные слова».
В конце 2001 года выходит первый русскоязычный альбом «Навсегда». Презентация альбома прошла с триумфом. Затем Резникова приняла участие в Рождественских встречах.
В 2002 году был выпущен альбом С нами Бог. Вышли клипы на песню «Поцелуй» (продолжение мультяшного видео «Кто в доме генерал?») и «Право последней ночи» (музыка Игоря Крутого, песню также в разное время исполняли Ирина Аллегрова и Сёстры Роуз).
Резникова пыталась продолжить карьеру на том же уровне, сняла клип на новую песню «Подари мне свет», но в ротацию видео так и не попало, а только было выпущено на DVD-сборнике её клипов (2003).
В 2005 году, отчаявшись в возможности дальнейшей раскрутки в России, Резникова переехала в Израиль и стала совместно с Игорем Шнейдерманом вести программу «Музыкальный саквояж» на русскоязычном канале Израиль плюс.
Не замужем. Есть дочь.

## Дискография в России

### CD
- Навсегда (2001)
- С нами Бог (2002)
- Любовное настроение (2004)
- Remixes (2005)
- Grand Collection (2005)
- Имена на все времена (2007)

### DVD
- Навсегда (2003)

## Клипы в России
- Офицерские жёны (2001)
- Навсегда (2001)
- Лист любви (2001)
- Прощальные слова (2001)
- Одна минута (2001)
- Кто в доме генерал (2001)
- Капелька (2002)
- Всё вернётся (2002)
- Ти-ки-та (2002)
- Поцелуй (2002)
- Право последней ночи (2002)
- Новогодние игрушки (2002)
- Не улетай, любовь (2002)
- Подари мне свет (2003)